# Routh (Yorkshire de l'Est)
 (septembre 2023).
Pour les articles homonymes, voir Routh.
Routh est une paroisse civile et un village du Yorkshire de l'Est, en Angleterre.